# Sylvia Schneider
Sylvia Schneider ist eine ehemalige deutsche Kanutin.
1969 nahm sie mit Heiderose Wallbaum an den Junioren-Europameisterschaften in Moskau teil.
Zusammen mit Heiderose Wallbaum, Monika Bergmann und Ilse Schneider wurde sie 1971 Deutsche Meisterin im Vierer-Kajak, nachdem sie im Vorjahr Vizemeisterin geworden war. 1972 konnten die vier ihren Erfolg wiederholen. Sylvia Schneider nahm an den Kanurennsport-Weltmeisterschaften 1973 und 1974 teil.
Schneiders Heimatverein waren die Rheinbrüder Karlsruhe, wo sie ab 1975 als Trainerin des Nachwuchses tätig wurde.

## Weitere Titel
- 1970, 1973, 1974 und 1975 Deutscher Vizemeisterin im Zweier-Kajak zusammen mit Wallbaum
- 1971 dritter Platz im Zweier
- 1972 Vizemeisterin mit ihrer Schwester Ilse Schneider
- Vizemeisterin 1974, 1975 und 1976 im Vierer[2]